# Nedre Horsbetslen
Nedre Horsbetslen är en sjö i Flens kommun och Gnesta kommun i Södermanland och ingår i Nyköpingsåns huvudavrinningsområde. Sjön har en area på 0,0769 kvadratkilometer och ligger 56,3 meter över havet. Sjön avvattnas av vattendraget Solbergaån.

## Delavrinningsområde
Nedre Horsbetslen ingår i det delavrinningsområde (655456-156279) som SMHI kallar för Utloppet av Ungsjön. Medelhöjden är 61 meter över havet och ytan är 3,39 kvadratkilometer. Det finns ett avrinningsområde uppströms, och räknas det in blir den ackumulerade arean 7,06 kvadratkilometer. Solbergaån som avvattnar avrinningsområdet har biflödesordning 3, vilket innebär att vattnet flödar genom totalt 3 vattendrag innan det når havet efter 83 kilometer. Avrinningsområdet består mestadels av skog (86 procent). Avrinningsområdet har 0,42 kvadratkilometer vattenytor vilket ger det en sjöprocent på 12,4 procent.